# 乌尔班·黑蒂希
乌尔班·黑蒂希（德語：Urban Hettich，1953年3月2日—），德国男子越野滑雪、北欧两项运动员。他曾代表西德参加1972年、1976年和1980年冬季奥林匹克运动会，其中1976年冬季奥运会获得一枚银牌。